# Sở giao dịch chứng khoán Philippines
Sở giao dịch chứng khoán Philippines, Inc. (tiếng Filipino: Pamilihang Sapi ng Pilipinas; PSE: PSE) là sàn giao dịch chứng khoán quốc gia của Philippines. Sở giao dịch này được tạo ra vào năm 1992 từ việc sáp nhập Sở giao dịch chứng khoán Manila và Sở giao dịch chứng khoán Makati. Bao gồm các hình thức trước đó, trao đổi đã hoạt động từ năm 1927.
Chỉ số chính cho PSE là Chỉ số tổng hợp PSE (PSEi) bao gồm ba mươi (30) công ty niêm yết. Việc lựa chọn các công ty trong PSEi dựa trên một bộ tiêu chí cụ thể. [Cần giải thích thêm] Ngoài ra còn có sáu chỉ số dựa trên ngành. PSE được giám sát bởi Hội đồng quản trị gồm 15 thành viên, do Jose T. Pardo chủ trì.

## Lịch sử

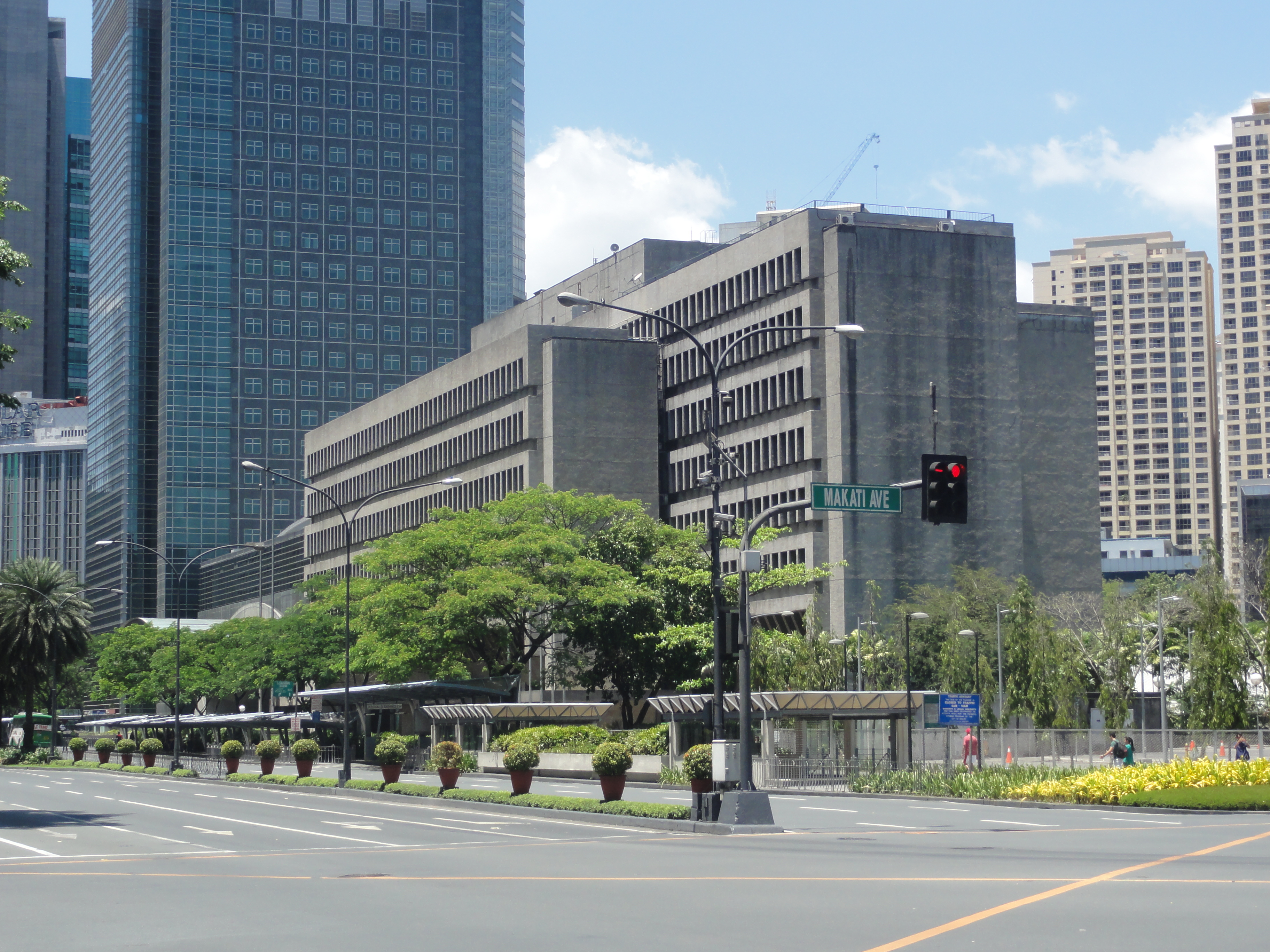
Trụ sở cũ và sàn giao dịch của PSEi tại Ayala Tower One ở Khu thương mại trung tâm Makati.

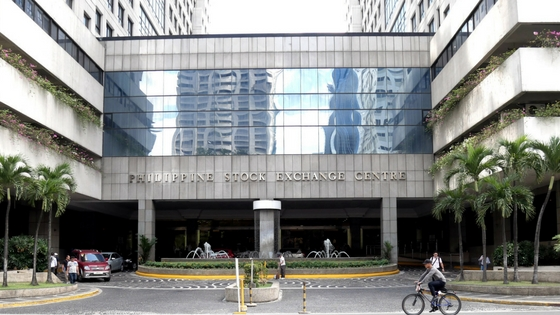
Trung tâm giao dịch chứng khoán Philippine nằm trên đường Exchange, Ortigas Center, Pasig.

Vào ngày 3 tháng 2 năm 1936, Ủy ban Chứng khoán và Giao dịch tuyên bố rằng họ đã "từ bỏ quyền kiểm soát Sở Giao dịch Chứng khoán Manila." 
Sở giao dịch chứng khoán Philippine được thành lập vào ngày 23 tháng 12 năm 1992 từ việc sáp nhập Sở giao dịch chứng khoán Manila (MSE) (thành lập ngày 12 tháng 8 năm 1927) và Sở giao dịch chứng khoán Makati (MkSE) (thành lập ngày 15 tháng 5 năm 1963). Cả hai sàn giao dịch cùng một cổ phiếu của cùng một công ty.
Vào tháng 6 năm 1998, Ủy ban Chứng khoán và Giao dịch Hoa Kỳ (SEC) đã cấp cho PSE trạng thái "Tổ chức tự điều chỉnh" (SRO), điều đó có nghĩa là thị trường có thể thực hiện các quy tắc riêng của mình và thiết lập các hình phạt đối với những người tham gia giao dịch (TP) và các công ty niêm yết..
Năm 2001, PSE đã được chuyển đổi từ một tổ chức phi lợi nhuận, phi cổ phần, thành viên thành một công ty có thu nhập dựa trên cổ đông do một chủ tịch và một ban giám đốc đứng đầu và vào ngày 15 tháng 12 năm 2003 đã niêm yết cổ phiếu của chính mình trên sàn giao dịch (được giao dịch dưới ký hiệu PSE).

## Giá trị kỷ lục
| Hạng mục   | Cao nhất | Cao nhất                          |
| ---------- | -------- | --------------------------------- |
| Đóng cửa   | 9.041,20 | Thứ Sáu, ngày 26 tháng 1 năm 2018 |
| Trong ngày | 9,078.37 | Thứ Hai, ngày 29 tháng 1 năm 2018 |

## Kinh doanh
Vào ngày 4 tháng 1 năm 1993, Sở Giao dịch Chứng khoán Manila cũ đã bắt đầu tin học hóa các hoạt động của mình bằng Hệ thống Giao dịch Stratus (STS) với một công ty có tên là Equicom. Vào ngày 15 tháng 6, Sở giao dịch chứng khoán Makati cũ đã thông qua hệ thống giao dịch MakTrade. Cả hai hệ thống được liên kết vào ngày 25 tháng 3 năm 1994 để tạo ra một trao đổi thị trường một giá. Hai năm sau, vào ngày 13 tháng 11 năm 1995, việc triển khai Hệ thống giao dịch hợp nhất (UTS) cho phép sử dụng hệ thống sổ đơn hàng trên phần mềm MakTrade nơi tất cả các đơn đặt hàng được đăng và khớp trong một máy tính.
Vào tháng 10 năm 2004, Công ty thanh toán bù trừ chứng khoán Philippines (SCCP), một cơ quan thanh toán bù trừ và thanh toán cho các giao dịch đủ điều kiện lưu ký, đã trở thành công ty con thuộc sở hữu của PSE. SCCP đóng vai trò là điều phối viên thanh toán và quản lý rủi ro cho các giao dịch môi giới cũng như quản trị viên của quỹ bảo lãnh thương mại.
Năm 2005, PSE đã áp dụng một hệ thống công bố thông tin hàng ngày trực tuyến (ODiSy) để cải thiện tính minh bạch của các công ty niêm yết và đảm bảo công bố thông tin đầy đủ, công bằng, kịp thời và chính xác từ tất cả các công ty niêm yết. ODiSy cung cấp quyền truy cập hệ thống trực tuyến 24/7 để gửi tất cả các loại tiết lộ.
Vào ngày 26 tháng 7 năm 2010, PSE đã ra mắt hệ thống giao dịch mới, PSEtrade, thay thế hệ thống MakTrade. Hệ thống được mua lại từ Sở giao dịch chứng khoán New York.
Vào ngày 22 tháng 6 năm 2015, PSE ra mắt hệ thống giao dịch mới, PSEtrade XTS, sẽ thay thế hệ thống PSEtrade mua lại từ Sở giao dịch chứng khoán New York. Hệ thống giao dịch mới sẽ được mua lại từ NASDAQ
Năm 2016, Giải thưởng Marquee của tạp chí Alpha Đông Nam Á đã công nhận PSE là Thị trường chứng khoán tốt nhất Đông Nam Á trong năm 2015. Alpha Đông Nam Á, được đặt tên là PSE một lần nữa là thị trường chứng khoán tốt nhất ở Đông Nam Á năm 2017, trong 4 lần trong 5 năm.

## Kỷ lục cao
Vào ngày 2 tháng 3 năm 2012, PSE Composite đạt 5.000 điểm, đạt kỷ lục cao nhất. Tuy nhiên, vào ngày 12 tháng 12 năm 2012, gần mười tháng sau, nó đã gần mốc 5,800 đóng cửa trong 6.000 gần cuối năm.
Vào ngày 7 tháng 1 năm 2013, PSE Composite đạt kỷ lục mọi thời đại ở mức 6.000 điểm. Vào tháng 3, một lần nữa nó đã phá vỡ một kỷ lục khác khi kết thúc ngày giao dịch ở mức 6.847,47 sau khi Fitch Group nâng cấp Philippines lần đầu tiên lên trạng thái cấp đầu tư. Vào ngày 10 tháng 5 năm 2013, nó đã đạt được kỷ lục thứ 29 trong năm đóng cửa ở mức 7,262,38, vượt qua kỷ lục trước đó là 7.215,35 vào ngày 3 tháng 5. Vào ngày 15 tháng 5 năm 2013, PSEi đạt mức cao nhất mọi thời đại thứ 30 là 7403,65 và kết thúc ngày vào lúc 7.392.2 <Rappler, ngày 15 tháng 5, 5:18 PM>. Tuy nhiên, sự giảm dần của Dự trữ Liên bang tại Hoa Kỳ đã khiến PSEi kết thúc ở mức 5.889,83.
Vào ngày 6 tháng 4 năm 2015, PSE Composite đánh dấu 8.000 và đóng cửa trên một kỷ lục khác bằng cách kết thúc ngày giao dịch tại 8.053,74. Trong 4 ngày, nó đã phá vỡ một kỷ lục khác bằng cách kết thúc ngày giao dịch tại 8.127,48
Vào ngày 26 tháng 1 năm 2018, PSEi đã vi phạm lần đầu tiên 9000, kết thúc tại 9.041,20, tăng 42,03 điểm, tương đương 0,47%.

## Sàn giao dịch hiện tại
Giao dịch trên PSE mở trước lúc 9:00 A.M.; mở cửa lúc 9:30 A.M.; đang trong giờ nghỉ từ 12:00 đến 1:30 P.M.; đóng cửa trước lúc 3:15 P.M.; trong thời gian chạy từ 3:20 P.M.; và đóng cửa lúc 3:30 P.M.
Sàn giao dịch hợp nhất hiện được đặt tại Tháp giao dịch chứng khoán Philippine (PSEi Tower), trụ sở mới của The PSEi, nằm ở One Bonifacio High Street, tại Bonifacio Global City, thay thế hai sàn giao dịch tại Metro Manila: một tại trụ sở chính tại Tam giác PSE Plaza Ayala, Ayala Tower One trong Khu thương mại trung tâm Makati (Sở giao dịch chứng khoán Makati); và một tại Trung tâm giao dịch chứng khoán Philippine (Tháp Tektite), Trung tâm Ortigas ở Pasig (Sở giao dịch chứng khoán Manila).

## Chỉ số và thành phần
PSE có tám chỉ số cấu thành:
- PSE All Shares Index (ALL)
- PSE Composite Index (PSEi)
- PSE Financials Index (FIN)
- PSE Holding Firms Index (HDG)
- PSE Industrial Index (IND)
- PSE Mining and Oil Index (M-O)
- PSE Property Index (PRO)
- PSE Services Index (SVC)

PSEi là chỉ số chính của PSE, trong khi Chỉ số All Shares là chỉ số trao đổi rộng hơn. Sáu chỉ số còn lại là các chỉ số ngành dựa trên nguồn doanh thu chính của công ty. Mặc dù được liệt kê trong một chỉ mục, các công ty được liệt kê trên PSE theo Hội đồng thứ nhất, Hội đồng thứ hai hoặc Hội đồng doanh nghiệp vừa và nhỏ dựa trên vốn hóa thị trường.
Tính đến ngày 15 tháng 9 năm 2014, Sở giao dịch chứng khoán Philippines có 261 công ty niêm yết với tổng vốn hóa thị trường là 17,41 nghìn tỷ Php. Có 133 người tham gia giao dịch đang hoạt động đã đăng ký tại PSE.